# Le Moulin des amours
Pour plus de détails, voir Fiche technique et Distribution.
Le Moulin des amours est un film franco-espagnol réalisé par León Klimovsky et sorti en 1956.

## Fiche technique
- Titre : Le Moulin des amours
- Réalisation : León Klimovsky
- Scénario : Jesús María de Arozamena et José Luis Colina, d'après le roman de Pedro Antonio de Alarcón
- Dialogues : Jesús María de Arozamena et José Luis Colina
- Photographie : Antonio L. Ballesteros
- Décors : Enrique Alarcón
- Costumes : Emilio Burgos et Humberto Cornejo
- Son : Antonio Alonso Ciller
- Musique : Cristóbal Halffter
- Montage : Antonio Ramírez de Loaysa
- Production : Producciones Benito Perojo - Inter-Productions
- Pays d'origine :  France -  Espagne
- Durée : 85 minutes
- Date de sortie : France - 15 juin 1956
- Affiche : Gilbert Allard (France)

## Distribution
- Carmen Sevilla : Lucía Villanueva
- Francisco Rabal : Cristóbal Paterna
- Madeleine Lebeau : Jacqueline
- Mischa Auer : Pascual
- Raymond Cordy : Alcalde
- Tony Soler : Alcaldesa
- José Isbert
- Antonio Riquelme
- Rafael Bardem
- María Gámez
- Manuel Requena
- Matilde Muñoz Sampedro
- Joaquín Roa